# 8151 Andranada
8151 Andranada è un asteroide della fascia principale. Scoperto nel 1986, presenta un'orbita caratterizzata da un semiasse maggiore pari a 2,2470634 UA e da un'eccentricità di 0,1598582, inclinata di 4,24572° rispetto all'eclittica.